# La Déesse de feu
Pour les articles homonymes, voir She (homonymie).
Pour plus de détails, voir Fiche technique et Distribution.
La Déesse de feu (She) est un film britannique réalisé par Robert Day, sorti en 1965, et tiré du roman Elle ou la source de feu de H. Rider Haggard.

## Synopsis
Le professeur Holly (Peter Cushing),  Leo Vincey (John Richardson) et Job (Bernard Cribbins) partent explorer une region inexplorée d'Afrique de l'Est. Ils y découvrent une cité inconnue, Kuma, grâce à une carte trouvée par Léo.
Le royaume de Kuma est dirigée par Ayesha (Ursula Andress), reine immortelle et grande prétresse, qui croit que Léo est la réincarnation de son ancien fiancé, le prêtre Kallikrates (qu'elle avait tué 2000 ans auparavant à cause d'une infidélité).
Elle souhaite que Léo devienne immortel lors d'une cérémonie magique durant laquelle Léo doit traverser un grand feu bleu. Mais la cérémonie est contrariée par la révolte des Amahagger (une tribu que la reine opprime depuis des millénaires).
Pendant la bataille finale, Léo se bat avec Bilali (Christopher Lee), le grand prêtre qui veut devenir immortel à la place de Léo.
La reine finit par tuer Bilali mais alors qu'elle tente de refaire la cérémonie d'immortalité pour elle et Léo, cette deuxième exposition au feu sacré lui fait perdre son immortalité et elle meurt en quelques instants, les siècles la rattrapant instantanément.

## Fiche technique
- Titre : La Déesse de feu
- Titre original : She
- Réalisation : Robert Day
- Scénario : David T. Chantler d'après le roman Elle ou la source de feu de H. Rider Haggard
- Musique : James Bernard
- Photographie : Harry Waxman, assisté d'Ernest Day (cadreur)
- Montage : Eric Boyd-Perkins
- Direction artistique : Robert Jones
- Costumes : Jackie Cummins et Carl Toms costumes de Miss Andress
- Chorégraphe : Christine Lawson
- Producteur : Michael Carreras et Aida Young producteur associé
- Sociétés de production : Hammer Film Productions et Associated British Picture Corporation (ABPC)
- Sociétés de distribution : Warner-Pathé Distributors (R.-U.), Metro-Goldwyn-Mayer (USA)
- Pays de production : Royaume-Uni
- Langue : anglais
- Genre : Film d'aventure
- Format : Couleur (Technicolor) - Son : Mono (RCA Sound Recording)
- Durée : 106 minutes
- Sortie : 
  - Royaume-Uni : 18 avril 1965
  - États-Unis : 9 juin 1965
- Affiche : Gil Cohen (États-Unis), Gilbert Allard (France)

## Distribution
- Ursula Andress : Ayesha
- Peter Cushing (VF : Michel Gudin) : Holly
- Bernard Cribbins (VF : Roger Carel) : Job
- John Richardson (VF : Marc Cassot) : Leo
- Rosenda Monteros : Ustane
- Christopher Lee (VF : Georges Aminel) : Billali
- André Morell (VF : Jean Violette) : Haumeid
- Soraya : Soraya
- John Maxim (en) (VF : Pierre Garin) : Capitaine des gardes
- Julie Mendez : Danseur de boîte de nuit
- Lisa Peake : Danseur de boîte de nuit
- Cherry Larman : Servante
- Bula Coleman : Servante